# قرة بلاغ (مرند)
قرة بلاغ هي قرية في مقاطعة مرند، إيران. عدد سكان هذه القرية هو 124 في سنة 2006.